# Горбась Ірина Михайлівна
Ірина Михайлівна Горбась (23 квітня 1955, Київ — 22 серпня 2015, Київ) — українська науковиця-кардіолог, фахівчиня у галузі популяційних досліджень. Доктор медичних наук (1996), професор (2010). Засновниця кардіологічних епідеміологічних досліджень в Україні, розробниця лікувально-оздоровчих заходів для профілактики серцево-судинних захворювань.
Майже 40 років — наукова співробітниця Інституту кардіології імені академіка М. Д. Стражеска (1978—2015), з яких 10 років — завідувачка відділу популяційних досліджень. Авторка близько 360 наукових робіт.

## Життєпис
Народилась 23 квітня 1955 року в Києві.
У 1978 році закінчила Київський медичний інститут. Відтоді ж — наукова співробітниця Інституту кардіології імені академіка М. Д. Стражеска. У 1984 році здобула науковий ступінь кандидата медичних наук, захистивши дисертацію на тему «Вивчення динаміки факторів ризику ішемічної хвороби серця в процесі регулярної дозованої ходьби».
Після захисту дисертації обійняла посаду молодшої, пізніше — старшої наукової співробітниці. У 1996 році здобула науковий ступінь доктора медичних наук, захистивши дисертацію на тему «Епідеміологія ішемічної хвороби серця серед сільського населення України і організаційно-методологічні аспекти її профілактики». Невдовзі була підвищена до провідної наукової співробітниці.

Могила Ірини Горбась, Берковецьке кладовище

У 2005 році очолила відділ популяційних досліджень Інституту кардіології. У 2010 році затверджена у вченому званні професора.
Працювала до останнього. Померла у 60-річному віці після важкої хвороби 22 серпня 2015 року. Похована разом з родиною на Берковецькому кладовищі (ділянка № 76, 50°29′20.33″ пн. ш. 30°23′43.71″ сх. д. / 50.4889806° пн. ш. 30.3954750° сх. д.).

## Наукова діяльність
Авторка близько 360 наукових робіт. Наукова керівниця та консультантка майже 10 докторів та кандидатів наук, зокрема Ольги Срібної.
Засновниця кардіологічних епідеміологічних досліджень в Україні, розробниця лікувально-оздоровчих заходів для профілактики серцево-судинних захворювань. Дослідниця наукових питань, пов'язаних із ішемічною хворобою серця, авторка методів вдосконалення кардіологічної допомоги сільському населенню.
З 1994 року — членкиня міжнародного проєкту Всесвітньої організації охорони здоров'я «Національна програма інтегрованої профілактики неінфекційних захворювань». Співрозробниця Програми профілактики та лікування артеріальної гіпертензії в Україні, членкиня координаційної ради з її виконання.
Членкиня робочої групи з артеріальної гіпертензії Всеукраїнської асоціації кардіологів України, членкиня Європейського товариства кардіологів та спеціалізованої вченої ради Львівського національного медичного університету імені Данила Галицького.
До 60-річчя з дня народження була нагороджена грамотою Верховної Ради України «за вагомий особистий внесок у розвиток наукових досліджень з епідеміології серцево-судинних захворювань в Україні, розробку і впровадження в медичну практику ефективних методів діагностики і профілактики кардіоваскулярної патології, підготовку наукових кадрів та високий професіоналізм».

## Науковий доробок (частковий)
- Формирование групп повышенного риска развития ИБС и диспансеризация больных ИБС с гипертонической болезнью: (методические рекомендации) / И. П. Смирнова, И. М. Горбась, Н. В. Давиденко [и др.] ; Министерство здравоохранения УССР. — Киев: [б. и.], 1986. — 17 с.
- Дозированная ходьба как средство вторичной профилактики артериальной гипертонии / И. П. Смирнова, И. М. Горбась, И. В. Выхованюк // Кардиология. — 1987. Т. 27. — №.9. — С. 63-66.
- Епідеміологія ішемічної хвороби серця серед сільського населення України і організаційно-методологічні аспекти її профілактики: дис. докт. мед. наук: 14.01.11 / Горбась Ірина Михайлівна ; Український НДІ кардіології ім. М. Д. Стражеска. — К., 1996. — 368 л.
- Підвищення фізичної активності в комплексі первинної та вторинної профілактики артеріальної гіпертензії: (Навч. посібник) / Є. Х. Заремба [та ін.] ; Центральний методичний кабінет з вищої медичної освіти, Львівський держ. медичний ун-т ім. Д.Галицького, Інститут кардіології АМН України ім. М. Д. Стражеска, Програма CINDI. — К. : [б.в.], 2000. — 21 с.
- Рекомендації з профілактики і лікування тютюнопаління / І. П. Смирнова [та ін.] ; Українське наукове товариство кардіологів, Всеукраїнська громадська організація «Асоціація фтизіатрів і пульмонологів України», Науково-практичне товариство невропатологів, психіатрів і наркологів України. — К. : [б.в.], 2001. — 20 с.
- Ішемічна хвороба серця: епідеміологія і статистика / І. М. Горбась, І. П. Смирнова // Журн. практ. лікаря. — 2004. — № 1. — С. 2-5.
- Харчування та артеріальна гіпертензія / Н. В. Давиденко, І. П. Смирнова, І. М. Горбась, О. О. Кваша // Укр. кардіол. журн. — 2004. — № 5. — С. 82-86.
- Зв'язок між традиційними факторами ризику розвитку серцево-судинних захворювань та тривожно-депресивними станами у жінок / О. В. Малацківська, І. М. Горбась // Укр. кардіол. журн. — 2005. — № 6. — С. 97-100.
- Частота Про12Ала- полиморфизма гена Pparγ2 в украинской популяции и его возможная связь с развитием метаболического синдрома // И. П. Кайдашев, А. М. Расин, О. А. Шлыкова [и др.] // Цитология и генетика. — 2007. — № 5. — С. 45–47.
- Поширеність артеріальної гіпертензії серед сільського населення Івано-Франківської області / А. І. Волинський, І. М. Горбась // Галиц. лікар. вісн.. — 2007. — 14, № 1. — С. 97-100.
- Вплив поліморфізму гена рецептора ангіотензину ІІ першого типу на клінічний перебіг гіпертонічної дисциркуляторної енцефалопатії у мешканців Полтавської області / А. М. Кривчун, Н. В. Литвиненко, І. П. Кайдашев [та ін.] // Проблеми екології та медицини. — 2010. — Т. 4, № 3–4. — С. 25–29.
- Настанова з артеріальної гіпертензії / [Л. В. Безродна та ін.] ; за ред.: В. М. Коваленка [та ін.] ; ННЦ «Ін-т кардіології ім. М. Д. Стражеска». — К. : МОРІОН, 2010. — 491 с.
- Високий серцево-судинний ризик населення України: вирок чи точка відліку / І. М. Горбась // Львівський клінічний вісник. — 2013. — № 3. — С. 45-48.
- Епідеміологічна ситуація щодо артеріальної гіпертензії у сільській популяції України / І. М. Горбась, І. П. Смирнова, І. П. Вакалюк, І. П. Кайдашев, О. О. Кваша, О. В. Срібна, О. В. Заремба, О. В. Заремба-Федчишин, О. В. Скочко, Якимчук В. М., Волинський А. І., Зінковський О. Л. Борисенко Н. В. // Ліки України. — 2013. — № 7. — С. 88-91.
- Шляхи корекції показників ліпідного та вуглеводного обміну в пацієнтів з метаболічними порушеннями / І. М. Горбась, О. О. Кваша, І. П. Смирнова, С. Б. Осипенко // Український кардіологічний журнал. — 2014. — № 6. — С. 72-77.
- Превентивна кардіологія: імплементація міжнародних рекомендацій в Україні / Асоц. кардіологів України, ВГО «Превент. кардіологія та реабілітація» ; [авт.-уклад.: В. М. Коваленко та ін.]. — Київ: МОРІОН, 2015. — 103 с.
- Динамика структуры липидного фактора сердечно-сосудистого риска на протяжении 35 лет в городской популяции мужчин / Е. А. Кваша, И. П. Смирнова, И. М. Горбась, О. В. Срибная // Український кардіологічний журнал. — 2016. — № 2. — С. 54-60.